# Pfarrkirche Reinsberg

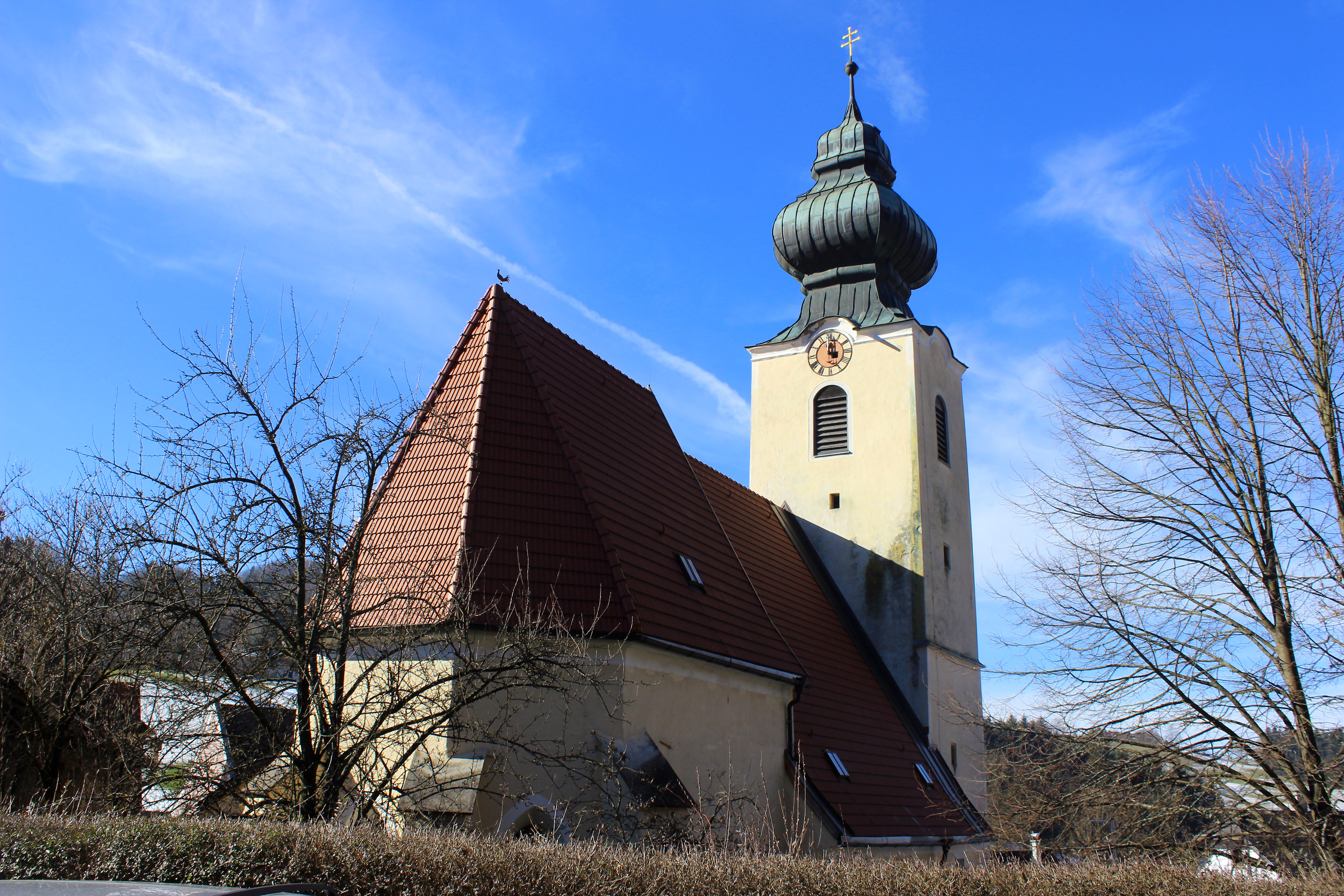
Katholische Pfarrkirche hl. Johannes der Täufer in Reinsberg

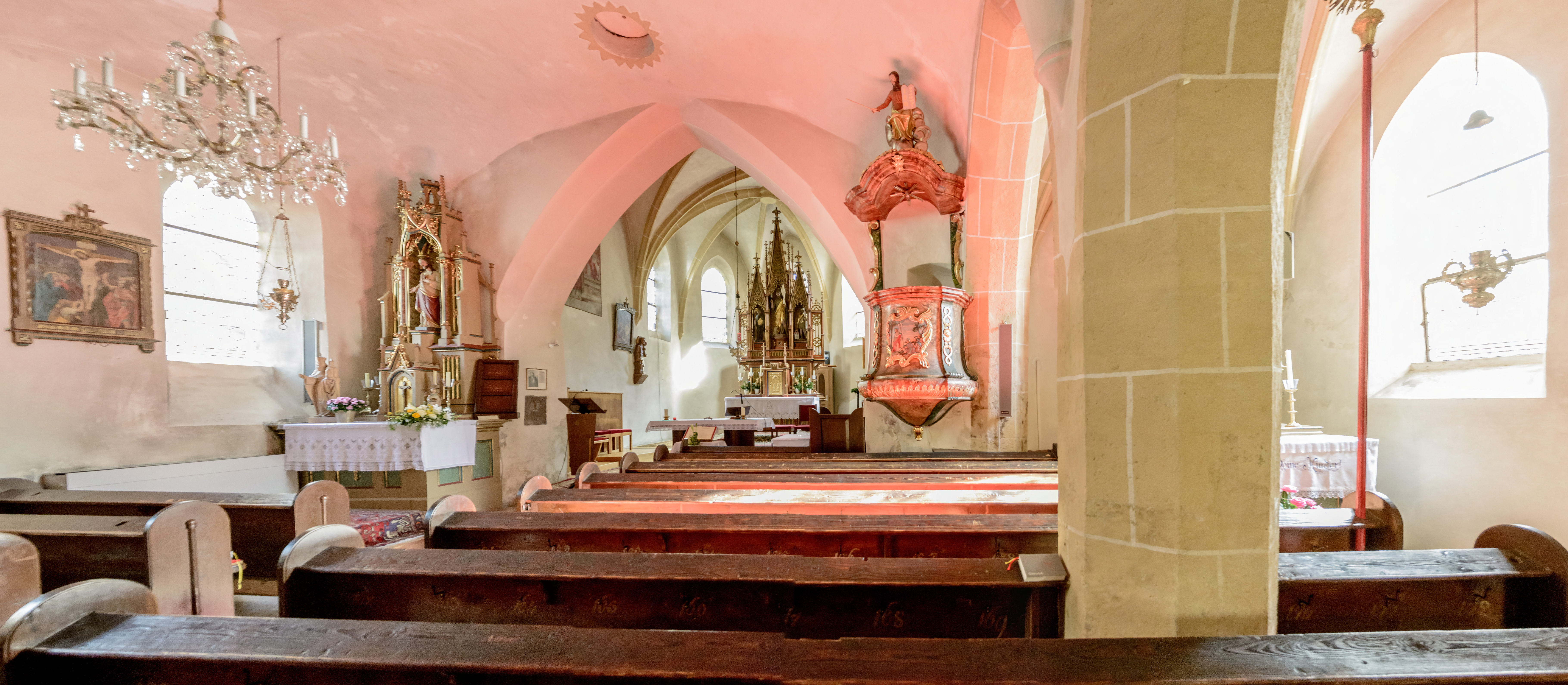
Langhaus, Blick zum Chor

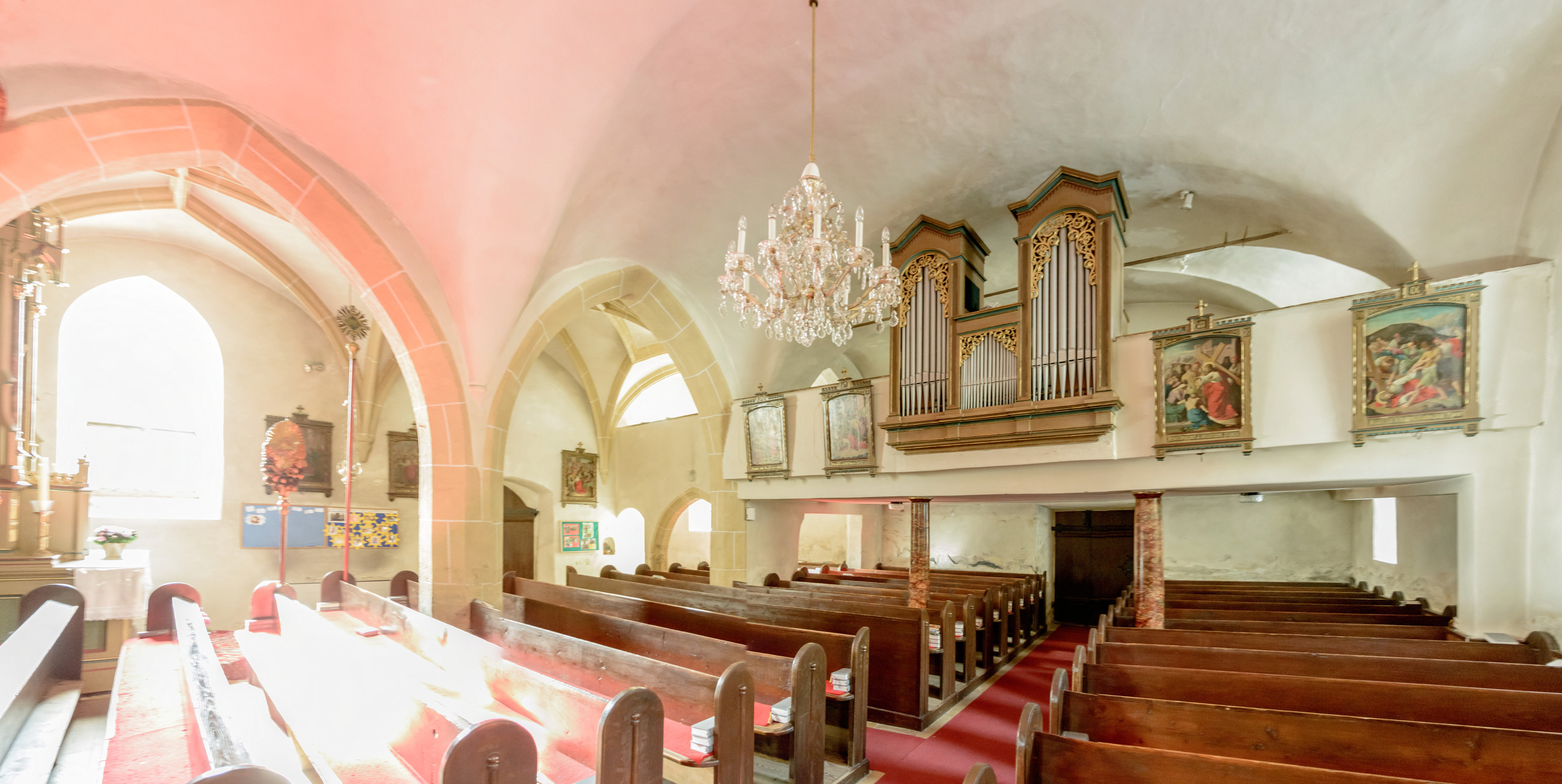
Langhaus, Blick zur Empore

Die römisch-katholische Pfarrkirche Reinsberg steht mitten im Ort der Gemeinde Reinsberg im Bezirk Scheibbs in Niederösterreich. Die dem Patrozinium des Heiligen Johannes der Täufer unterstellte Pfarrkirche gehört zum Dekanat Scheibbs in der Diözese St. Pölten. Die Kirche steht unter Denkmalschutz (Listeneintrag).

## Geschichte
Ursprünglich bestand eine Taufkirche des 12. Jahrhunderts der Pfarre Steinakirchen am Forst. Urkundlich wurde 1291 eine herrschaftliche Pfarre durch Adelheid von Reinsberg gegründet. Von 1630 bis 1683 war Reinsberg Teil der Pfarre Gresten und danach bis 1699 Teil der Pfarre Purgstall. Das Patronat der Herrschaft Purgstall ist 1980 erloschen.
In der zweiten Hälfte des 13. Jahrhunderts bestand ein Langhaus mit einer Flachdecke mit einem gewölbten strebepfeilerlosen Chor. Im 15. Jahrhundert wurde die Kirche mit einem Südschiff und einer Sakristei erweitert, auch das alte Langhaus wurde eingewölbt und das Langhaus nördlich und der Chor östlich durch Strebepfeiler ergänzt. Von 1679 bis 1681 wurde der Turm erhöht. Die Kirche wurde 1893/1894 teils regotisiert. 1989/1990 war eine Restaurierung.

## Architektur
Die gotische Hallenkirche mit einem eingezogenen Chor und Sakristeianbau hat einen vorgestellten im Kern gotischen barockisierten Westturm.
Der einheitlich verputzte Kirchenbau unter achsenverschobenen Satteldächern gleicher Firsthöhe hat geböschte Strebepfeiler und dazwischen Spitzbogenfenster. Die Langhaussüdfront aus dem 15. Jahrhundert ist strebepfeilerlos und hat ein spätgotisches profiliertes Spitzbogenportal mit einem Türblatt aus dem vierten Viertel des 18. Jahrhunderts. Der Westturm steht in der frühgotischen Langhausachse, er hat ein Kaffgesims, Rundbogenöffnungen und Luke, schlichte Uhrengiebel sowie 1952 eine erneuerte Doppelzwiebelhaube. Der Chor mit einem Dreiseitschluss mit Strebepfeilern hat ein abgewalmtes Satteldach mit einer höheren Traufe. Im südlichen Chorwinkel steht ein mit dem Langhaus fluchtender Sakristeianbau aus dem 15. Jahrhundert unter einem steilen Pultdach und schlichten Fenstern aus dem 19. Jahrhundert.
Das Kircheninnere zeigt ein zweischiffiges dreijochiges Langhaus mit Scheidbögen auf Achteckpfeilern. Im breiteren Nordschiff befindet sich ein weit gespanntes spätgotisches gebustes rippenloses Gewölbe auf Konsolen und eine hölzerne 1614/1615 gezimmerte Westempore auf 1892 erneuerten Holzsäulen. In der Westwand des Langhauses befindet sich ein schlichtes Portal zur kreuzgratgewölbten Turmhalle mit stichbogigen Sitznischen. Im Südschiff gibt es Netzrippengewölbe und im Westjoch eine gemauerte Empore mit einem seitlichen Aufgang und eine spätgotisch profilierte Arkadenöffnung. Der Triumphbogen ist etwas nach Süden aus der Achse geschoben, eingezogen und gotisch abgefast. Der Chor hat ein höheres einjochiges frühgotisches Kreuzrippengewölbe mit einem Fünfachtelschluss und im Südwesten ein spätgotisch abgefastes Schulterportal mit einer Eisenplattentür zur tonnengewölbten Sakristei.

## Ausstattung
Die Wandmalerei im Chor aus der Mitte des 20. Jahrhunderts zeigt links die Überreichung des Hauptes Johannes’ des Täufers und rechts die Predigt des Johannes des Täufers.
Die neugotischen Altäre schuf der Bildhauer Ferdinand Andri und die Statuen der Tischler Leopold Hofer. Der Hochaltar von 1893 ist ein dreiteiliges Baldachinretabel mit den Statuen der Heiligen Johannes der Täufer (in der Mitte), Leonhard und Florian. Die Seitenaltäre als Baldachinaltäre tragen links die Statue Herz Jesu und rechts die Statue Maria Immaculata. Die Kanzel aus dem dritten Viertel des 18. Jahrhunderts zeigt das Relief Predigt des Johannes des Täufers, auf dem Schalldeckel die Figur des Moses mit den Gesetzestafeln. Die Kreuzwegbilder schuf der Maler Ferdinand Webernigg 1921.
Die Orgel hat ein Brüstungspositiv von Leopold Breinbauer 1888.

## Grabdenkmäler
Außen
- An der Westfront steht ein Kriegerdenkmal mit einem Relief Pietà von Kunibert Zinner 1965.

Innen
- Ein Priestergrabstein zu Mat(thias) Biechele 1736.